# Noetsele
Noetsele is een buurschap/buurtschap (voormalige Marke (bestuur) met Markerichter van Noetsele) in de gemeente Hellendoorn in de Nederlandse provincie Overijssel. Nijverdal beslaat een groot deel van de toenmalige Marke Noetsele. Een deel van Noetsele is bewaard gebleven en ligt ten zuidwesten van Nijverdal aan de voet van de Sallandse Heuvelrug. Meer specifiek aan de Noetseler Es, resp. De Noetselerberg. Verder leeft de naam voort als familienaam en in verschillende wijken in Nijverdal, resp, Noetsele I, Noetsele II en Noetsele III.